# Kurgany (Kaliningrad)
Kurgany (russisch Курганы, deutsch Wachsnicken) ist ein Ort in der russischen Oblast Kaliningrad. Er gehört zur kommunalen Selbstverwaltungseinheit Stadtkreis Gurjewsk im Rajon Gurjewsk.

## Geographische Lage
Kurgany liegt etwa elf Kilometer östlich der Rajonshauptstadt Gurjewsk (Neuhausen) an einer Nebenstraße, die bei Morgunowo (Langendorf) von der Regionalstraße 27A-024 (ex A190) abzweigt. Die nächste Bahnstation ist Bajewka (Kuikeim) – bis 1945 Kuggen genannt – an der Bahnstrecke Kaliningrad–Sowetsk (Königsberg–Tilsit).

## Geschichte
Das bis 1946 Wachsnicken genannte Dorf im östlichen Samland war zwischen 1874 und 1945 in den Amtsbezirk Wanghusen (heute russisch: Gribojedowo) eingegliedert und gehörte zum Landkreis Labiau im Regierungsbezirk Königsberg der preußischen Provinz Ostpreußen.
1945 kam Wachsnicken als Ort innerhalb des nördlichen Ostpreußens zur Sowjetunion. Im Jahr 1950 erhielt der Ort die russische Bezeichnung Kurgany und wurde gleichzeitig dem Dorfsowjet Jaroslawski selski Sowet im Rajon Gurjewsk zugeordnet. Später gelangte der Ort in den Dobrinski selski Sowet. Von 2008 bis 2013 gehörte Kurgany zur Landgemeinde Dobrinskoje selskoje posselenije und seither zum Stadtkreis Gurjewsk.

### Einwohnerentwicklung
| Jahr | Einwohner |
| ---- | --------- |
| 1910 | 153       |
| 1933 | 134       |
| 1939 | 151       |
| 2002 | 3         |
| 2010 | 4         |

## Kirche
Kirchlich war die meistenteils evangelische Bevölkerung Wachsnickens bis 1945 in das Kirchspiel Kaymen (1938–1946 Kaimen, heute russisch: Saretschje) eingepfarrt. Es lag im Kirchenkreis Labiau (russisch: Polessk) innerhalb der Kirchenprovinz Ostpreußen der Kirche der Altpreußischen Union. Heute liegt Kurgany im Einzugsgebiet der in den 1990er Jahren neu entstandenen evangelisch-lutherischen Kirchengemeinde in Marschalskoje (Gallgarben). Sie ist eine Filialgemeinde der Auferstehungskirche in Kaliningrad (Königsberg) in der Propstei Kaliningrad der Evangelisch-lutherischen Kirche Europäisches Russland.